# Dzieło Wielkiego Miłosierdzia
Dzieło Wielkiego Miłosierdzia – zbiór objawień siostry zakonnej Marii Franciszki Kozłowskiej, uznawanej przez mariawitów za świętą, będących po Piśmie Świętym podstawowym źródłem wiary mariawickiej.
Zbiór obejmuje teksty kolejnych objawień z lat 1893, 1894, 1899, 1900, 1911 i 1918. Wizje te nie zostały uznane przez Kościół rzymskokatolicki, a sama Kozłowska została ekskomunikowana w 1906. Teksty zostały spisane własnoręcznie przez Kozłowską, a następnie zebrane przez arcybiskupa mariawickiego Jana Marię Michała Kowalskiego i wydane po raz pierwszy w 1922. Istniało więcej tekstów dotyczących tych wizji i przedstawianych hierarchom katolickim, ale zaginęły lub zostały zniszczone podczas drugiej wojny światowej.

## Historia wydania
Dzieło Wielkiego Miłosierdzia Mateczka spisywała kilkakrotnie, ale za każdym razem "z wyraźnego polecenia". Pierwszy raz z posłuszeństwa świętego ojcu Honoratowi Koźmińskiemu, we wrześniu 1894. Jest to pierwotny tekst objawień Mateczki. Tytuł ten pochodzi od pierwszego jej wydawcy, arcybiskupa Jana Marii Michała Kowalskiego, który w roku swego wstąpienia do Zgromadzenia Kapłanów Mariawitów, przepisał je w 1900 od ojca Kazimierza Marii Jana Przyjemskiego.
Drugi chronologicznie tekst objawień jest wydrukowany na pierwszym miejscu w tej właśnie książce i nosi tytuł: Początek zawiązku zgromadzenia kapłanów. Tytuł ten nadała sama Mateczka, a brzmi on dosłownie: Wszystko na większą chwałę Bożą i cześć Przenajświętszej Maryi Panny - początek zawiązku zgromadzenia kapłanów. Ten zapis objawienia wykonała Mateczka "na rozkaz Pana Jezusa" w grudniu 1902. Pisanie skończyła w dniu 30 grudnia 1902.
Pan Jezus "polecił spisanie objawienia wydać pod sąd biskupów mówiąc: «Jak osądzą, tak im się stanie». Wymienił Pan Jezus trzech biskupów, a potem polecił udać się wprost do Stolicy Apostolskiej i całe Dzieło złożyć u stóp papieża. I powiedział Pan: «Nie potrzebujecie uznania i zalecenia biskupów, bo dzieło święte jest i samo się zaleca»". Te dwie księgi objawień spisała Mateczka "na rozkaz", tzn. upłynęło sporo czasu od objawienia do zanotowania. W pierwszym przypadku po upływie roku, w drugim po dziewięciu latach.
W zakończeniu Mateczka napisała: Przed spisaniem tych objawień prosiłam o łaskę Ducha Przenajświętszego, żebym je spisała według woli Bożej, nie dodając nic swego i w tej chwili miałam poznanie, że powinnam prosić Trójcy Przenajświętszej o błogosławieństwo. Wtedy w największym uniżeniu upokarzając się zaczęłam błagać Trójcę Przenajświętszą o błogosławieństwo. I po chwili usłyszałam z góry te słowa "Pokój tobie duszo, pokój wszystkiej nędzy twojej, pokój słowom twoim, pokój wszystkim sprawom twoim, pokój miejscom w których przebywać będziesz, pokój wszystkim z którymi obcować będziesz i słuchać cię będą, pokój i miłosierdzie tym za którymi błagać będziesz, pokój całej ziemi, jeśli przyjmie miłosierdzie." Pisałam dnia 30 grudnia 1902 roku. Mateczka wyjaśniła, że wszystkie słowa Pana Jezusa "tak głęboko się w jej sercu i pamięci wrywają, że gdy zajdzie potrzeba i będzie wola Boga, może je bez zmiany i w takim porządku, w jakim je od Pana Jezusa słyszała, powtórzyć, nigdy nic nie opuszczając".
Poza tymi dwoma przekazami objawień Mateczka pozostawiła w rękopisie jeszcze trzy, z których pierwszy ma w tytule hasło mariawickie Wszystko na większą chwałę Bożą i cześć Najświętszej Maryi Panny. Są to Wyjątki z objawień w roku 1899 i 1900. Mimo takiego tytułu, ta część objawień obejmuje okres od dnia 14 grudnia 1899, aż do listopada 1907. Rozbieżność tekstu zapisanych objawień z latami podanymi w tytule wskazuje, że tytuł Mateczka nadała wcześniej - nie przypuszczając, że jeszcze dalej będzie otrzymywała od Boga objawienia. Przyczynę przerw w spisywaniu wyjaśniała następująco: "Była noc ciemności. To jest taki stan, w którym wszystko miała wymazane w pamięci i tylko wtedy może sobie coś przypomnieć z tych rzeczy, które jej Pan Jezus objawił i słowa Pana Jezusa powtórzy, kiedy i co sam Pan Jezus przywiedzie jej na pamięć".
Taki "stan pustki wewnętrznej" trwał u Mateczki od 30 grudnia 1899 do grudnia 1900. Po tym okresie uznała Mateczka za konieczne zapisywanie dalszych otrzymywanych objawień, które sprawiają wrażenie, że są to notatki (tak je nazwała). Ostatnie dwa przekazy objawień to notatki rekolekcyjne z r. 1911. i drugie notatki z objawień Mateczki z Roku Jubileuszowego 1918.. Ten drugi tytuł nie pochodzi od Mateczki, lecz od redaktorów pierwszego wydania książkowego. Rok jubileuszowy oznacza tu 25-lecie mariawityzmu, od 1893 do 1918. A zatem jest pięć przekazów pod oddzielnymi tytułami i z zakończeniami. Można je nazwać pięcioksięgiem.

## UkładDzieła
Dzieło Wielkiego Miłosierdzia składa się z pięciu części, nazywanych dokumentami Dzieła lub księgami objawień. Każdy z rozdziałów rozpoczyna się hasłem mariawitów: Wszystko na większą chwałę Bożą i cześć Przenajświętszej Panny Maryi. Noszą one następujące tytuły:
- Początek zawiązku zgromadzenia kapłanów
- Pierwotny tekst objawień Mateczki
- Wyjątki z objawień w roku 1899. i 1900.
- Notatki rekolekcyjne z r. 1911.
- Notatki z objawień Mateczki z Roku Jubileuszowego 1918.

Oto początkowy cytat Dzieła..., który opisuje pierwsze objawienie z 2 sierpnia 1893, w którym przekazana miała być Feliksie Kozłowskiej misja ratowania Kościoła i całego świata:
W roku '93 dnia 2 sierpnia, po wysłuchaniu Mszy Świętej i przyjęciu Komunii Świętej, nagle zostałam oderwana od zmysłów i stawiona przed Majestatem Bożym. Niepojęta światłość ogarnęła moją duszę i miałam wtedy ukazane: ogólne zepsucie świata i ostateczne czasy; potem rozwolnienie obyczajów w duchowieństwie i grzechy jakich się dopuszczają kapłani. Widziałam Sprawiedliwość Boską wymierzoną na ukaranie świata i Miłosierdzie dające ginącemu światu, jako ostatni ratunek Cześć Przenajświętszego Sakramentu i Pomoc Maryi. Po chwili milczenia przemówił Pan: «Środkiem szerzenia tej Czci, chcę, aby powstało Zgromadzenie Kapłanów pod nazwą Maryawitów».

## WydaniaDzieła
- Dzieło Wielkiego Miłosierdzia, Płock 1922 (wyd. I), 1927 (wyd. II), 2002
- Objawienia Mateczki, 1967
- Objawienia Dzieła Miłosierdzia Bożego 1893-1918, 1995